# Algarrobo Costa
Algarrobo Costa es una localidad perteneciente al municipio de Algarrobo, en la provincia de Málaga, Andalucía, España. Está situada en el litoral del término municipal. Se trata de un núcleo de reciente aparición, a partir del desarrollo del turismo en el municipio, ya que su núcleo central se encuentra en el interior del mismo. Está formado por numerosas urbanizaciones dispuestas alrededor de la playa de Algarrobo.

## Clima
Las temperaturas medias en verano son de 25,7 °C y en invierno de 13,4 °C. La temperatura promedia anual es de 18,7 °C.

## Fiestas destacadas
October fest: Fiesta en la que el producto principal es la cerveza. Se realiza para unir ciudadanos españoles y turistas alemanes para que compartan culturas. Además se establecen barras cuyo beneficio va destinado a organizaciones para el autismo y para AVOI (destinado a los niños con cáncer.) Este evento se realiza junto a la playa de Algarrobo Costa a mediados de octubre. En él también actúan diferentes grupos de música.
Algarrobo rock: Se realiza en el paseo marítimo de Algarrobo Costa. A él vienen grupos de música de rock alternativo procedentes de la zona para darse a conocer y para hacer disfrutar a los amantes de este tipo de género musical.
Noche de San Juan: Tiene lugar la noche del 23 de junio en las playas de Algarrobo Costa. Esta noche se reparten sardinas a precios bastantes económicos en la desembocadura del río Algarrobo y la noche se acompaña con música para ambientar.